# Liao Qiuyun
Liao Qiuyun (* 13. Juli 1995 in Yongzhou) ist eine chinesische Gewichtheberin und derzeitige Weltrekordhalterin in der offiziellen IWF Gewichtsklasse der Frauen bis 55 kg (Federgewicht) im Stoßen mit 129 kg und im Zweikampf mit 227 kg.

## Wettkämpfe
Liao Qiuyun erreichte am 13. November 2016 bei den FISU World University Championships den 1. Platz in der Gewichtsklasse bis 53 kg mit einer Gesamtwertung von 200 kg. Sie gewann bei den fünften Asian Indoor & Martial Arts Games am 17. September 2017 den 1. Platz in der Gewichtsklasse bis 53 kg mit einer Gesamtwertung von 208 kg.
Bei dem am 22. Februar 2019 ausgetragenen IWF World Cup gewann sie den Wettbewerb in der Gewichtsklasse bis 55 kg, bei einem Wettkampfgewicht von 54,35 kg, mit einer Gesamtwertung von 221 kg. Den IWF World Cup gewann sie zum zweiten Mal am 10. Dezember 2019 in der Gewichtsklasse bis 55 kg, bei einem Wettkampfgewicht von 55 kg, mit einer Gesamtwertung von 210 kg.
Am 18. April 2019 nahm sie in der Gewichtsklasse bis 55 kg, bei einem Wettkampfgewicht von 54,59 kg an den Asienmeisterschaften teil. Mit einer Gesamtwertung von 224 kg wurde sie Asienmeisterin. Diesen Erfolg wiederholte sie bei den Asienmeisterschaften 2020, welche ab dem 17. April 2021 ausgetragen wurden. In der Gewichtsklasse bis 55 kg, bei einem Wettkampfgewicht von 55 kg, gewann sie die Asienmeisterschaften mit einer Gesamtwertung von 222 kg.
Eine besondere Leistung erreichte Qiuyun bei den IWF Weltmeisterschaften 2019 die ab dem 18. September 2019 in Pattaya, Thailand ausgetragen wurden. In der Gewichtsklasse bis 55 kg, bei einem Wettkampfgewicht von 54,80 kg, erzielte sie am 20. September 2019 eine Gesamtwertung von 227 kg und wurde Weltmeisterin im Stoßen mit 129 kg und im Zweikampf mit 227 kg.